# Alfred Masson-Forestier
Alfred Masson-Forestier (El Havre, 1852-París, 1912) fue un escritor, dramaturgo y abogado francés.
Estudió Derecho y entre 1884 y 1899 se desempeñó como abogado en Ruan. Se trasladó después a París, donde se enfrascó en la literatura. Contribuyó con revistas como Revue des Deux Mondes, Le Temps o La Revue. Sus historias, habitualmente cortas, tienen reminiscencias de Mérimée y Maupassant. Sus últimos años los dedicó al estudio de Jean Racine; de este trabajo resultó Autour d'un Racine ignoré, publicado en 1911.

## Obras
- Difficile devoir (1879)
- Pour une signature, etc. (1892)
- La Jambe coupée, etc. (1894)
- Remords d'avocat (1896), premiada por la Academia Francesa[2]
- Angoisses de juge, etc. (1898)
- Une flambée d'amour (1900)
- À méme la vie (1901)
- L'Attaque nocturne (1903)

Dramas
- Médecin de campagne (1901)
- Attaque nocturne (1905), con André de Lorde
- Baraterie (1905)
- Le Droit du père (1907), con Auguste Monnier